# Tony Woodcock
Anthony Stewart "Tony" Woodcock (født 6. december 1955 i Eastwood, England) er en tidligere engelsk fodboldspiller, der spillede som angriber. Han var på klubplan primært tilknyttet Nottingham Forest og Arsenal i hjemlandet, samt tyske FC Köln. Med Nottingham Forest var han med til at blive både engelsk mester og Europa Cup-vinder.
Woodcock blev desuden noteret for 42 kampe og 16 scoringer for Englands landshold. Han repræsenterede sit land ved både EM i 1980 og VM i 1982.

## Titler
Engelsk 1. division
- 1978 med Nottingham Forest

Football League Cup
- 1978 og 1979 med Nottingham Forest

Charity Shield
- 1978 med Nottingham Forest

Mesterholdenes Europa Cup
- 1979 med Nottingham Forest

UEFA Super Cup
- 1979 med Nottingham Forest